# William Gilbert (rugby)
William Gilbert (1799-1877) fue un empresario inglés que fundó la empresa de equipamiento deportivo Gilbert en 1823.
Gilbert tenía una zapatería al lado de Rugby School y comenzó a fabricar pelotas para la escuela cosidas a mano, con cuatro gajos y de cuero y vejigas de cerdo.
La forma de la vejiga de cerdo es la que la dio a la pelota de rugby su distintiva forma ovalada, aunque en esos tiempos era más parecida a una ciruela. En el comienzo, el tamaño de las pelotas variaba según el largo de la vejiga del cerdo y además eran infladas a través de un tubo de arcilla por el sobrino de William, James, quien era famoso por su gran capacidad pulmonar. Este trabajo no fue solicitado por James más adelante, ya que cuando eran infladas, las vejigas tenían un muy mal olor.
Si el cerdo estaba enfermo, era muy posible contraer algún problema en el aparato respiratorio al inflar las pelotas. La esposa de Richard Lindon, otro hombre que fabricaba pelotas para Rugby School, murió por una enfermedad causada por una vejiga infectada. Esto alentó a Lindon a ser, a mediados de la década de 1860, uno de los pioneros en usar caucho para las pelotas y en utilizar infladores.
Cuando Williams murió en 1877, James tomó su puesto.